# Hilihambawa
Hilihambawa is een bestuurslaag in het regentschap Gunungsitoli van de provincie Noord-Sumatra, Indonesië. Hilihambawa telt 1159 inwoners (volkstelling 2010).